# Sekretion
Uppslagsordet ”Sekret” leder hit. Ordet används också för vissa typer av sigill.
Sekretion är processen att frigöra sekret, vilket är en vätska eller ett slem som produceras i, samt utsöndras av körtlar och celler. I motsats till exkret har sekret en funktion, exempelvis vid matspjälkningen. Sekret kan dialektalt kemiskt benämnas sekretium.